# Bleptina inferior
Bleptina inferior là một loài bướm đêm trong họ Noctuidae.